# Boscawenia caradrinoides
Boscawenia caradrinoides är en fjärilsart som beskrevs av Schultze 1934. Boscawenia caradrinoides ingår i släktet Boscawenia och familjen tandspinnare. Inga underarter finns listade i Catalogue of Life.